# Papamosques de Tanahjampea
El papamosques de Tanahjampea (Cyornis djampeanus) és una espècie d'ocell de la família dels muscicàpids (Muscicapidae). Es troba a Tanahjampea i Kalao, dues de les illes Selayar, un archipèlag al sud de les Cèlebes (Indonèsia). Habita els boscos de manglars subtropicals o tropicals. Pateix per la destrucció de l'hàbitat i el seu estat de conservació és gairebé amenaçat.